# Tarzana
Tarzana je čtvrť amerického města Los Angeles, která se nachází v oblasti San Fernando Valley. Má rozlohu 8,79 čtverečních mil a žije v ní přes třicet tisíc obyvatel. Území Tarzany vymezuje Victory Boulevard na severu, Lindley Avenue na východě, Corbin Avenue na západě a Topanga State Park na jihu.
Oblast objevil v roce 1769 Gasparo Portola, v roce 1797 byla založena španělská misie Mission San Fernando Rey de España. V roce 1848 přiřkla Smlouva z Guadalupe Hidalgo toto území Spojeným státům. Oblast dnešní Tarzany byla střediskem pěstování pšenice, v roce 1909 ji získala Los Angeles Suburban Homes Company na stavební pozemky. V roce 1919 zde spisovatel Edgar Rice Burroughs zakoupil ranč, který pojmenoval podle postavy svých knih Tarzana. Název se postupně začal používat pro celou oblast, která se po druhé světové válce stala oblíbeným místem pro bydlení vyšších vrstev. V Tarzaně se narodily herečky Blake Lively a Hailee Steinfeld nebo herec Jon Lovitz, žijí zde Selena Gomezová nebo Iggy Azalea.